# Florian Kehrmann
Florian Kehrmann (* 26. Juni 1977 in Neuss) ist ein deutscher Handballtrainer und ehemaliger Handballspieler. Er spielte in der Handball-Bundesliga 15 Jahre beim TBV Lemgo.

## Karriere als Spieler
Seit 1997 spielte Kehrmann in der A-Nationalmannschaft und nahm als Linkshänder die Position Rechtsaußen, selten rechter Rückraum ein. Sein erstes Länderspiel bestritt er am 6. April 1997 in Erlangen. Kehrmann war an allen großen Erfolgen beteiligt. 2004 wurde er Europameister und gewann Silber bei den Olympischen Spielen in Athen. Bei der Weltmeisterschaft 2007 in Deutschland holte er den Titel. Für diesen Triumph wurde er mit dem Silbernen Lorbeerblatt ausgezeichnet.
Zu den Vereinen, in denen er spielte, zählen HG Büttgen (1983–1994), TUSEM Essen (1994–1995), Sportring Solingen (1995–1999) und ab 1999 TBV Lemgo. In den Jahren 2003, 2005 und 2006 wurde der gelernte Bankkaufmann zum Handballer des Jahres gewählt. Bei der heimischen WM 2007 gewann er mit Deutschland den Titel. In Absprache mit Bundestrainer Heiner Brand nahm er nicht an der WM 2009 teil.
Am 25. Mai 2014 beendete Kehrmann mit einem Abschiedsspiel seine Spielerkarriere nach 460 Bundesliga-Spielen und 1846 Toren.

## Karriere als Trainer
Ab der Spielzeit 2011/12 war er bei Handball Lemgo in der Nachwuchsarbeit tätig. Ab der Saison 2013/14 betreute er die „Lemgo Youngsters“ in der 3. Liga.
Am 12. Dezember 2014 wurde er als Nachfolger des freigestellten Niels Pfannenschmidt Cheftrainer des Bundesligateams des TBV. Die von ihm als Vorletzter übernommene Mannschaft erreichte noch einen Nichtabstiegsplatz. Der bislang größte Erfolg in seiner Amtszeit ist der DHB-Pokalsieg 2020.

## Privates
Kehrmann wuchs in Kaarst auf.
Am 7. Juli 2006 heiratete Kehrmann seine langjährige Freundin Diana Wöstenfeld in der Lemgoer St.-Nicolai-Kirche. Seine Frau ist selbst aktive Handballspielerin. Am 25. März 2007 kam ihr Sohn auf die Welt, am 1. Dezember 2008 folgte eine Tochter.

## Ehrungen
2003, 2005 und 2006 wurde Florian Kehrmann Deutschlands Handballer des Jahres. Bei der Wahl zum Welthandballer des Jahres 2006 wurde er mit nur 1,3 % Rückstand Zweiter hinter Ivano Balić. 2007 wurde er als „Sportler des Jahres“ von Nordrhein-Westfalen mit dem „Felix“ ausgezeichnet, 2021 folgte die Auszeichnung „Trainer des Jahres“ von Nordrhein-Westfalen.

## Erfolge

### Als Spieler
- Weltmeister 2007
- Vize-Weltmeister 2003

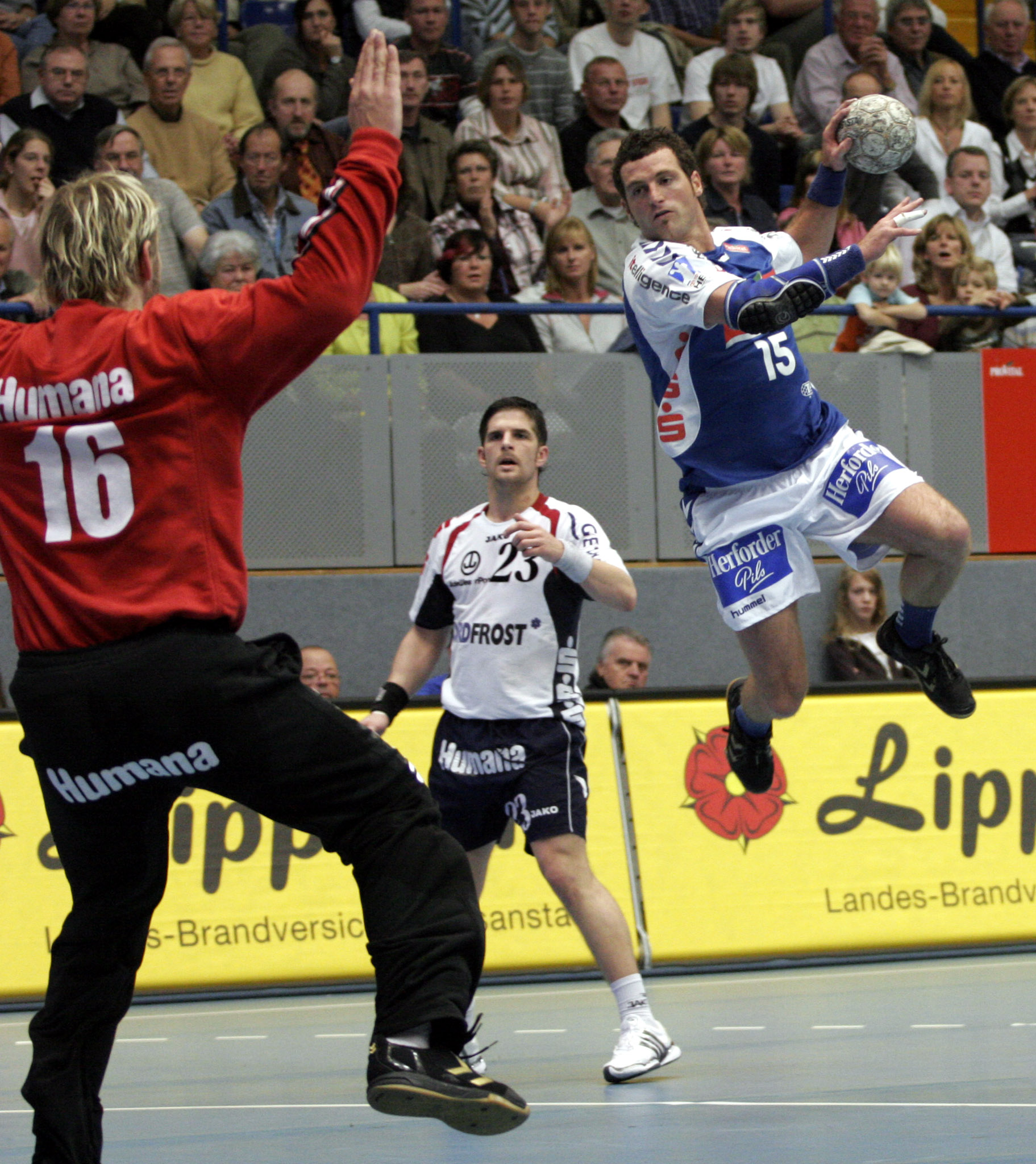
Florian Kehrmann am 13. Oktober 2007 beim Spiel gegen den Wilhelmshavener HV

- Silbermedaille bei den Olympischen Spielen 2004 in Athen
- 5. Platz bei den Olympischen Spielen 2000
- Europameister 2004
- Vize-Europameister 2002
- 4. Platz bei der Handball-Europameisterschaft der Männer 2008 in Norwegen und Wahl in das All-Star-Team als bester Rechtsaußen
- EHF-Pokal-Sieger 2006 und 2010
- Deutscher Meister 2003
- DHB-Pokalsieger 2002
- Deutscher A-Jugend Meister 1994

### Als Trainer
- DHB-Pokalsieger 2020

## Bundesligabilanz
| Saison      | Verein    | Spielklasse | Spiele | Tore | 7-Meter | Feldtore |
| ----------- | --------- | ----------- | ------ | ---- | ------- | -------- |
| 1999 … 2002 | TBV Lemgo | Bundesliga  | 92     | 334  | 62      | 272      |
| 2002/03     | TBV Lemgo | Bundesliga  | 31     | 183  | 9       | 174      |
| 2003/04     | TBV Lemgo | Bundesliga  | 32     | 152  | 0       | 152      |
| 2004/05     | TBV Lemgo | Bundesliga  | 31     | 164  | 2       | 162      |
| 2005/06     | TBV Lemgo | Bundesliga  | 27     | 174  | 24      | 150      |
| 2006/07     | TBV Lemgo | Bundesliga  | 26     | 155  | 1       | 154      |
| 2007/08     | TBV Lemgo | Bundesliga  | 33     | 143  | 7       | 136      |
| 2008/09     | TBV Lemgo | Bundesliga  | 32     | 91   | 6       | 85       |
| 2009/10     | TBV Lemgo | Bundesliga  | 34     | 99   | 0       | 99       |
| 2010/11     | TBV Lemgo | Bundesliga  | 29     | 83   | 1       | 84       |
| 2011/12     | TBV Lemgo | Bundesliga  | 30     | 104  | 0       | 104      |
| 2012/13     | TBV Lemgo | Bundesliga  | 31     | 83   | 0       | 83       |
| 2013/14     | TBV Lemgo | Bundesliga  | 32     | 80   | 0       | 80       |
|             | gesamt    | Bundesliga  | 460    | 1846 | 112     | 1734     |